# Кислотна обробка свердловин

Рис. 1. Схема проведення кислотної обробки свердловин: І — свердловину заповнюють нафтою і створюють циркуляцію рідини;
ІІ — у труби нагнітають заготовлений розчин соляної кислоти до заповнення кільцевого простору від нижнього кінця труб до покрівлі пласта;
III — закривають засувку на відводі із затрубного простору і решту заготовленого кислотного розчину під тиском закачують у пласт; IV — кислоту, що залишилася у трубах і в нижній частині свердловини продавлюють у пласт водою або нафтою

Кислотна обробка свердловин (рос. кислотная обработка скважин, англ. acidizing of well, acid well treatment, нім. Säurebearbeitung f der Bohrlöcher) — хімічний спосіб інтенсифікації продуктивності водозабірних, дренажних і нафт. свердловин шляхом розчинення порід навколо свердловини кислотами.

## Загальний опис
Кислотна обробка свердловин (К.о.с.) полягає в заливанні або закачуванні в свердловину і продавлюванні в пристовбурну зону водоносного або нафтоносного пласта рідиною або повітрям під тиском інгібованих кислотовмісних розчинів на основі соляної, фтористоводневої, оцтової і сульфамінової к-т або їх сумішей. Добір кислот здійснюється в залежності від характеру, складу і структури порід навколо свердловини. По закінченні процесу реагування кислотного розчину з породами водоносного або нафтоносного пласта свердловина прокачується ерліфтом або глибинним насосом з утилізацією рідини на поверхні. У процесі дренування свердловини відбирають контрольні проби рідини і перевіряють їх на залишкову кислотність. Після досягнення значення рН, що дорівнює пластовій рідині, прокачування припиняють і свердловину вводять в експлуатацію.
Для обробки свердловин застосовують соляну HCl, сірчану H2SO4, фтористоводневу HF та інші кислоти. Основна задача кислотної обробки — утворення глибоко проникаючих у пласт каналів роз'їдання, що з'єднують вибій свердловини з насиченими нафтою і газом ділянками пласта.
Солянокислотний вплив на привибійну зону пласта використовують при вмісті в породі карбонатів кальцію, магнію та інших мінералів, які активно реагують з кислотою. Іноді в процесі кислотного впливу очищається поверхня вибою від глинистої кірки (кислотні ванни) або в привибійній зоні утворюються камери-порожнини для накопичення нафти.
Для розчинення значних за об'ємом порожнин необхідно використовувати десятки кубометрів кислоти концентрацією 10 — 15 %. Під час звичайних кислотних обробок на кожен 1 м товщини оброблюваного пласта нагнітається від 0,4 до 1,5 м3 розчину кислоти залежно від проникності порід, будови пласта і черговості обробок. При повторному процесі об'єм закачуваної кислоти збільшується. У малопроникні пласти з низьким тиском нагнітають менші об'єми кислоти з концентрацією HCl 8 –10 %, щоб полегшити видалення продуктів реакції з пор.
Кислоту до свердловин доставляють в автоцистернах, внутрішня поверхня яких гумується. Кислотовоз КП-6,5 оснащений гумованою цистерною ємністю 6 м3 і насосом з подачею від 29 до 60 м³/год. Все обладнання, що використовується при кислотних обробках (мірники, ємності, труби для обв'язки), необхідно захищати спеціальними покриттями або використовувати обладнання з матеріалів, які не взаємодіють з кислотою.
Результативність кислотних обробок визначається за зміною коефіцієнта продуктивності свердловини або за дебітом (при тих же вибійних тисках, що і до обробки).

## Області застосування кислотної обробки
Кислотні обробки свердловин застосовуються в наступних випадках:
- для обробки вибою і привибійної зони пласта газових свердловин на родовищах з карбонатними і теригенними колекторами з метою збільшення їх дебітів;
- для обробки поверхні вибою з метою видалення глинистої кірки, як в якості самостійної, так і в якості підготовчої операції перед здійсненням інших процесів (кислотної обробки привибійної зони, гідравлічного розриву пласта);
- при наявності слабкопроникних доломітів, погано розчинних у холодній соляній кислоті, проводиться обробка вибою йпривибійної зони термокислотним методом.

## Види кислотних обробок
Розрізняють такі різновиди кислотних обробок: кислотні ванни, прості кислотні обробки (ПКО), кислотні обробки під тиском, пінокислотні обробки, багаторазові обробки, поінтервальні (ступінчасті) кислотні обробки, кислотоструминні (гідромоніторні) обробки, спирто-піно-кислотні обробки, газокислотні обробки, глинокислотні обробки, термохімічні обробки, термокислотні обробки.
Серед методів інтенсифікації припливу газу до свердловини масове застосування отримали солянокислотна і глинокислотна обробки.

### Солянокислотна обробка
Застосовується, якщо пласт представлений карбонатними породами — вапняками і доломітами.

### Глинокислотна обробка
Глинокислотна обробка проводиться в теригенних (піщано-глинистих) колекторах з низьким вмістом карбонатних порід.

### Азотнокислотні обробки
Ефективність застосування азотної кислоти та композицій на її основі забезпечує зниження в'язкості нафт з великим вмістом асфальто-смолистих речовин. Окрім того, продукти реакції азотної кислоти з породою пласта проявляють деемульгуючий вплив на обводнену пластову нафту.

### Пінокислотні обробки
Пінокислотні обробки застосовують при значній товщині пласта та низьких пластових тисках.

### Дворастрова обробка
Якщо пісковики зцементовані карбонатами, то спочатку треба провести солянокислотну обробку, а потім — глинокислотну.
Дворастрова обробка проводиться в двох варіантах:
- закачуванням соляної кислоти в об'ємі, який в 2,5—3,0 рази перевищує об'єм вуглекислоти, з метою ліквідації утворених осадів фтористих магнію і кальцію;
- закачуванням соляної кислоти з подальшим видаленням продуктів реакції, а потім проведення робіт згідно з першим варіантом.

При дворастровій обробці пласта швидкість закачування, особливо соляної кислоти, повинна бути мінімальною.

### Інші види кислотних обробок
Багаторазові обробки полягають у тому, що привибійну зону свердловини обробляють кілька разів з інтервалами між обробками 5  10 діб з метою виведення свердловини на максимальну продуктивність за короткий термін.
Поінтервальні (ступінчасті) обробки кількох інтервалів пласта значної товщини проводяться з метою повного охоплення пласта або окремих продуктивних пропластків.
Принцип поінтервальної обробки пласта -здійснення ізоляції оброблюваної ділянки свердловини за допомогою пакера, елементами ущільнювачів якого є чашовидні манжети, розташовані вгорі і внизу пакера.
Після обробки першого інтервалу і короткочасної його експлуатації, примусово-направленим способом діють на наступний інтервал або пропласток тощо, поки повністю не буде охоплена вся товщина пласта або всі його пропластки.
Поінтервальні обробки застосовують у нафтових, газових та нагнітальних свердловинах з відкритим вибоєм, а також у свердловинах, закріплених обсадною колоною. Їх проведення доцільне після виходу свердловин із буріння або в початковий період їх експлуатації.
Кислотоструминні (гідромоніторні) обробки проводяться через гідромоніторні насадки (сопла). При цьому розчинна дія активної кислоти і механічна руйнуюча дія струменя великого напору сприяють: очищенню стінок свердловини від цементної та глинистої кірок; руйнуванню і видаленню щільних вибійних піщаних корків струменями рідини, направленими в корок; інтенсивному руйнуванню порід із створенням каналів розчинення в заданому інтервалі пласта для його наступного направленого гідравлічного розриву.
При гідромоніторних обробках необхідно забезпечувати максимально можливу для даного діаметра сопла швидкість висхідного струменя.
Термохімічні обробки — обробки свердловин гарячою соляною кислотою, нагрівання якої відбувається за рахунок теплового ефекту екзотермічної реакції соляної кислоти з магнієм або деякими його сплавами в спеціальному реакційному наконечникові, який спускається на НКТ в межі інтервалу, наміченого під обробку. Такі обробки застосовують для очищення привибійної зони свердловин від асфальто-смолистих, парафінових та інших матеріалів.
Термокислотні обробки — комбінований процес, у першій фазі якого здійснюється термохімічна обробка, у другій (без перерви у часі) — звичайна, проста соляно-кислотна обробка.
Наповнений магнієм наконечник спускають на трубах у свердловину і встановлюють у зоні оброблюваного інтервалу пласта. Потім закачують нафту і за нею, без перерви, 15 % розчин соляної кислоти. Швидкість прокачування кислоти має бути такою, щоб протягом всього процесу на виході наконечника була однакова запланована температура та постійна кислотність розчину. Для завантаження наконечника використовують магній у вигляді стружок чи брусків квадратного чи круглого перерізу.
Термохімічну обробку найдоцільніше застосовувати у свердловинах при температурі вибою не більше 40°С.
Термокислотне оброблення – процес комбінований: у першій фазі його здійснюється теплове (термохімічне) оброблення вибою свердловини розчином гарячої соляної кислоти, при якому нагрівання цього розчину проводиться за рахунок теплового ефекту екзотермічної реакції між кислотою і якою-небудь речовиною; у другій фазі термокислотного оброблення, яка наступає без перерви за першою, проводиться звичайне кислотне оброблення. Відомо багато речовин, які реагують з соляною кислотою (каустична сода, карбід кальцію, алюміній і ін.), проте, якнайкращим визнаний магній, оскільки при реакції кислоти з ним виділяється велика кількість тепла, а продукти реакції повністю розчиняються.
Кислотні обробки в умовах підвищеної обводненості продукції свердловин
Підвищена обводненість продукції свердловин зазвичай є серйозним ускладненням при інтенсифікації роботи колектора видобувної свердловини. Результати статистичного аналізу простих кислотних обробок на нафтових покладах із тріщинувато-кавернозно-пористим колектором свідчать про те, що в безводний період розробки та в період початкового обводнення покладу (до 18%) операція з кислотної обробки найбільш ефективна — успішність на рівні 75–88%. У період прогресуючого обводнення продукції свердловин (від 20 до 70%) успішність простих кислотних обробок становить до 30%. Шаблонна кислотна обробка ризикує значно збільшити дебіт по воді (обводненість зростає на 5–22% у кожному другому випадку обробки), при цьому дебіт по нафті змінюється незначно. Причиною цього є те, що вода знаходить кращий шлях для руху до свердловини — тріщини або високопровідні зони чи пропластки, крім того, вода і кислотний розчин дуже близькі за властивостями. У таких умовах кислотна обробка ефективна лише у разі поєднання з водоізоляцією. Перед кислотним обробленням у свердловину нагнітають розчин, що створює перешкоду для подальшого закачування кислотного розчину, в результаті чого кислота потрапляє у нафтонасичений інтервал, підвищуючи продуктивність свердловини без збільшення обводненості продукції. Традиційно в цих умовах застосовують полімерні розчини, наприклад гіпан, гіпано-формалінову суміш, поліакриламід тощо. Гіпанокислотна обробка — це операція, при якій для ізоляції водоносного горизонту нагнітають розчин полімеру гіпану (який утворює гель і коагулює у водоносному інтервалі), після чого проводять кислотну обробку. Також на попередньому етапі використовують затверджувані в умовах обводнених зон склади, наприклад реагенти серії АКОР і рідке скло.
Останніми роками дедалі частіше пропонують використовувати традиційні недоліки, пов’язані із закупоркою пласта продуктами реакції, у процесі кислотної обробки обводнених об’єктів. Наприклад, закачування плавикової кислоти в теригенний колектор: кислотний розчин проникає в інтервали, що найбільше проводять воду, а фтористий кремній, що утворюється в результаті реакції, перетворюється на студнеподібний гель кремнієвої кислоти, який вибірково тампонує промиті водою інтервали.
Також під час впливу концентрованою сірчаною кислотою на карбонатний пласт у найбільш проникних каналах після реакції можуть випадати значні опади, що призводять до закупорки обводнених каналів, перерозподілу потоків води, що нагнітається, і тимчасового зниження обводненості.
Кислотні обробки в умовах інтенсивного відкладення асфальтосмоло-парафінових речовин
Підвищений вміст парафінів у нафті, вибійні тиски, нижчі за тиск насичення нафти газом, а також вибійні температури, нижчі за температуру кристалізації парафіну, призводять до інтенсивного відкладення асфальтенів, смол і парафінів у навколосвердловинній зоні, на поверхні фільтра та свердловинного обладнання. У цих умовах існують два основних способи підвищити ефективність кислотної обробки:
1.	Поєднання кислотного впливу на пласт і ініціації реакції кислоти з магнієм з виділенням значної кількості тепла — термокислотна обробка.
2.	Використання комплексних, багатоетапних обробок із нагнітанням у зону відкладення розчинників і кислоти.
Зазначена проблема може значно ускладнюватися привносом у ОЗП катіонів тривалентного заліза або виносом із пласта в ОЗП дрібних пластових частинок, які разом з асфальтенами, смолами та парафінами формують стійку, дуже складну для видалення систему — «сладж».

## Способи проведення кислотних обробок
Існує чотири способи проведення кислотних обробок: кислотна ванна, проста, масована і спрямована кислотна обробка, а також гідрокислотний розрив пласта. Вибір виду обробки залежить від мінерального складу і властивостей пласта, мети та черговості проведення кислотної обробки.
- Кислотна ванна — технологія оброблення стовбура свердловини в інтервалі продуктивного пласта солянокислотним розчином без нагнітання його в пласт.
- Проста кислотна обробка проводиться для впливу на пласт кислотою в радіусі зони проникнення промивальних рідин або їх фільтрату у наступній послідовності. Спочатку промивають вибій з метою попереднього очищення. Потім проводять кислотну ванну для видалення глинистої кірки, після чого вибій знову промивають. Далі закачують у пласт запланований об'єм кислоти. Після витримки необхідного часу для реакції кислоти з породою свердловину освоюють.
- Масована кислотна обробка. Масована кислотна обробка відрізняється від простої тим, що об'єм кислотного розчину, який закачується в пласт, повинен забезпечити кислотою зони радіусом в десятки метрів. Технологія аналогічна технології простої обробки.
- Спрямована кислотна обробка проводиться тоді, коли з усієї розкритої товщини необхідно обробити певний інтервал.
- Гідрокислотний розрив пласта. Якщо при проведенні кислотної і глинокислотної обробки не отримана істотна інтенсифікація припливу газу до свердловини, то проводять гідрокислотний розрив пласта.

## Технологія проведення кислотних обробок
Відмінності з кислотною обробкою нафтових свердловин. Газоносні колектори не покриті плівкою нафти, і тому кислота вступає в реакцію, як тільки потрапляє в пласт. Реагуючи з породою і розширюючи порові канали, вона під дією власної ваги просувається вниз, наближаючись до газоводяного контакту. Тому час реакції кислоти в газоносних колекторах значно менший, ніж в нафтових. Якщо виникає необхідність закачати кислоту в газоносний пласт якнайдалі від стовбура свердловини, наприклад при солянокислотному розриві, необхідно спочатку закачати екрануючу рідину. Аналогічного результату із закачування кислоти в пласт на велику відстань від стовбура можна домогтися при використанні гасо-кислотних або конденсато-кислотних емульсій. Дані емульсії гідрофобні, а газоносні вапняки, особливо при відсутності нафтових облямівок, дуже погано приймають гідрофобні рідини, навіть менш в'язкі, ніж емульсії. Тому емульсія не фільтрується крізь стінки тріщини, а реагує безпосередньо на стінках до тих пір, поки вся кислота не прореагує. Потім вона розпадається на рухливі компоненти. Як емульгатор застосовують поверхнево-активні речовини. Втрата в'язкості після реакції сприяє очищенню пласта і тріщин від закачаних у них рідин.
Вплив подаючого тиску. Найважливішим параметром при проведенні солянокислотної обробки є тиск, при якому кислота подається в пласт, тому що він сприяє розкриттю мікротріщин і тріщин, отриманих при гідророзриві пласта. Цей тиск визначається наступним чином. Якщо кислота подається в пласт через порові канали, то вона закачується в насосно-компресорні труби з максимально можливою швидкістю до тих пір, поки тиск на гирлі не почне збільшуватися. Потім темп закачування знижують так, щоб не допустити різкого зростання тиску і не пропустити того моменту, коли пласт при певному його сталому значенні не почне приймати кислоту. Після цього тиск підтримується на постійному рівні, змінюючи темп подачі кислоти в свердловину. Якщо кислота подається в пласт через систему мікротріщин, то після того як визначено момент початку приймальності пласта, тиск повільно збільшується до тих пір, поки він не встановиться на якомусь певному рівні. При цьому приймальність свердловини різко зростає, так-як тріщини розкриваються. Подальше закачування кислоти необхідно проводити в режимі, який забезпечує отриманий тиск і приймальність. При малих тисках солянокислотні обробки неефективні і часто супроводжуються появленням у свердловині пластової води.
Вплив швидкості закачування. Якщо швидкість закачування невелика, то основна маса кислоти реагує в безпосередній близькості від стовбура і у віддалені ділянки вона потрапляє в значній мірі прореагована, не здатна ефективно впливати на пласт. Кислота набагато швидше реагує з породою в русі, так як при цьому відбувається відведення продуктів реакції від місця реакції. Тому при невеликих швидкостях солянокислотні обробки малоефективні, особливо в пластах великої товщини.

## Вибір об'єкта для кислотної обробки пласта
Сприятливі об'єкти. Карбонатні пласти з добре розвиненою природною тріщинуватістю, продуктивність яких знижена внаслідок засмічення тріщин частинками карбонатів глинистого розчину в процесі буріння. В цьому випадку кислота, розчиняючи частинки карбонатних порід, сприяє вилученню з пласта глинистого розчину і збільшенню дебіту.
Карбонатні пласти, в яких тріщинуватість розвинена слабо. Кислота реагуючи з породою утворює вторинні канали розчинення, які перевищують багаторазово первинні пори і глибоко проникають у пласт.
Пористі нетріщинуваті карбонатні пласти, в яких проникність привибійної зони знижена внаслідок фаціальних змін або проникнення в пласт промиввльних рідин і зважених матеріалів, що сталося в процесі буріння чи ремонтних робіт. Кислота в цьому випадку розчиняє матеріали на стінках порових каналів, утворюючи мережу каналів роз'їдання.
Щільні нетріщинуваті слабкопористі низькопроникні карбонатні пласти. У цьому випадку необхідно проводити гідрокислотний розрив, в результаті чого механічний вплив рідини-кислоти, що забезпечує створення тріщин розриву, доповнюється хімічним впливом кислоти на пласт.
Сприятливими об'єктами глинокислотної обробки є щільні низькопроникні малопродуктивні пісковики з карбонатним або глинистим цементом.
Несприятливі умови: — близькість підошовних і контурних вод; — значне зниження пластового тиску (на 60 — 70 % від початкового); — приплив у свердловину навіть незначної кількості пластової води; — порушення в обсадній колоні й відсутність можливості ізолювати їх від оброблюваного інтервалу.

### Кислотні обробки в низькопроникних колекторах
Під час обробки карбонатних колекторів низької проникності необхідно враховувати такі особливості — однаково важливо як доставити кислотну композицію в пласт при підвищеному опорі, так і оперативно видалити відпрацьований розчин із продуктами реакції. Нагнітання в низькопроникний колектор традиційних розчинів кислоти супроводжується значним підвищенням тиску, розподілом кислотного розчину всередині оброблюваного інтервалу на користь найбільш провідних зон і на шкоду стимулюванню менш провідних зон. Для усунення цих проблем рекомендується використовувати кислотні розчини поліпшеної проникаючої здатності, які містять спеціально підібрані до умов обробки добавки — поверхнево-активні речовини і спирти, що знижують міжфазний натяг розчинів. Наприклад, спиртокислотна обробка з використанням метанолу дає змогу підвищити ефективність обробки газових і газоконденсатних свердловин, поєднуючи переваги розчинення колектора і виносу рідкої фази, що блокує шляхи припливу газу до свердловини. Ефективність добавок, що знижують міжфазний натяг, залежить від виду кислоти, її концентрації та пластових умов. Також як добавка, що підвищує проникнення кислотного розчину, використовується, наприклад, вуглекислий газ.
Небезпека від випадання осадів у низькопроникному колекторі, де статистично менші розміри фільтраційних каналів, значно вища, ніж під час оброблення колекторів із хорошою проникністю. В цих умовах бажано підбирати не дуже великі терміни витримки кислотного розчину в пласті. Правильно підібрані поверхнево-активні речовини (ПАР) та інтенсифікатори дають змогу полегшити винесення продуктів реакції. Наявність у кислотному розчині газу при зниженні тиску полегшує винесення як продуктів реакції, так і відпрацьованого кислотного розчину

### Кислотні обробки неоднорідних колекторів
Прості кислотні обробки в неоднорідних середовищах призводять до збільшення неоднорідності за продуктивністю і нерівномірного надходження води. У цих умовах потрібен селективний вплив кислотними розчинами як на один або кілька окремих пластів, розкритих однією свердловиною, так і на окремі зони одного потужного пласта. Це вимагає виділення потрібного інтервалу за допомогою механічних пристроїв — пакерів, здвоєних пакерів на ГНКТ або тимчасової ізоляції найбільш провідних пропластків добавкою механічних кульок, що перекривають перфорацію, або введенням блокувальних твердих добавок (парафіни, гільсоніт, полімерні частинки і волокна) чи загущених кислотних розчинів.
Кислотні розчини можуть змінювати свої властивості в пластових умовах під час реакції з пластовими матеріалами, наприклад, у разі наявності у складі в'язкопружних поверхнево-активних речовин. Крім того, практикується перерозподіл кислотного розчину в інтервалі пласта, що обробляється, за рахунок маніпулювання щільністю перфораційних отворів — навпроти інтервалу, який планують стимулювати великим об'ємом кислоти, створюється підвищена концентрація перфораційних отворів, по можливості з більшою протяжністю каналів, для чого проводять додаткову перфорацію.
У колекторах із великою потужністю продуктивного горизонту для більш рівномірного впливу на різні зони і запобігання перевитраті кислотного розчину необхідно розділити обробку на окремі етапи зі своїми пріоритетними цілями, а також використовувати різні підходи в обробці — адресну доставку кислоти за допомогою колтюбінга, блокування найбільш продуктивних зон пласта, закачування кислоти в різних композиціях: у кислотному розчині, кислотному гелі або емульсії, у твердо-рідкому стані (наприклад, кристали сульфамінової кислоти в розчині соляної кислоти), а також під час чергування із закачуванням твердого тампонуючого матеріалу, самозагущувальної кислоти і звичайного кислотного розчину.

## Вибір кислотного розчину
Параметри, що впливають на вибір кислоти і її концентрації. Вибір кислоти і її концентрації залежить від мінерального складу порід, термобарометричних параметрів пласта, технології його розкриття, обладнання свердловин. При концентрації кислоти більшій 25 % в'язкість розчину істотно збільшується. Тому, для обробки пласта використовується розчин із вмістом кислоти до 25 %.
Концентрації кислот для різного типу колекторів і умов обробки. Якщо обробляється колектор із вмістом гіпсу або ангідриту, то концентрація не повинна перевищувати 15 %. Більш концентрована кислота розчиняє зазначені речовини, і вони випадають у осад після її нейтралізації, закупорюючи порові канали. Іноді використовують розчин зі змінною концентрацією для карбонатних пластів з добре розвиненою природною шорсткістю — спочатку 25 % концентрація, а потім — 10 %. При обробці слабкопроникних вапняків і доломіту концентрація кислоти повинна становити 20 — 25 %.
Обґрунтування об'єму кислотних розчинів. При кислотній обробці одного погонного метра товщини пласта необхідно 0,4 — 2,5 м3 розчину. При обробці карбонатних пластів з розвиненою тріщинуватістю і проникністю більшою 0,1 мкм² на один погонний метр товщини пласта витрата кислоти становить 0,4 — 1,0 м3. Якщо пласт слабкотріщинуватий, то питома витрата кислоти становить 1,0 — 1,5 м3. Якщо обробка ведеться з метою збільшення радіусу дії на пласт, то витрати на обробку зростають в 2 — 3 рази.
Тривалість реакції кислоти з породою. Тривалість реакції кислоти з породою у свердловинах з відкритим стовбуром становить 16 — 24 години. При проведенні кислотних ванн в обсаджених свердловинах тривалість процесу повинна становити 2 — 4 години. При обробці карбонатних колекторів з пластовим тиском більшим 5 МПа і пластовою температурою більшою 303 К тривалість реакції повинна становити 8 — 12 годин, а при рпл < 5 МПа — 4 — 6 годин. Для тріщинуватих колекторів з добре розвиненою тріщинуватістю тривалість реакції 8 — 10 годин. При обробці пісковиків, зцементованих карбонатами, тривалість реакції становить 4 — 6 годин. При обробці слабкокарбонізованих пісковиків спочатку соляною кислотою, а потім глинокислотою, а також при обробці піщаних пластів лише глинокислотою тривалість реакції повинна бути 8 — 12 годин.

## Кислотні агрегати
Кислотні агрегати (АзІНМАШ-30, АКПП-500, КП 6,5) призначені для транспортування інгібованого розчину соляної кислоти і нагнітання її безпосередньо у свердловину або через насосний агрегат. Агрегат змонтований на базі шасі КрАЗ і включає: гумовану цистерну; насос; запірну і запобіжну арматуру. Кислотний агрегат АзІНМАШ-30 може транспортувати додаткову цистерну об'ємом 6,0 м3, змонтовану на двовісному причепі МАЗ-5243Ш вантажопідйомністю не понад 6800 кг.